# Konferencja Konstantynopolitańska

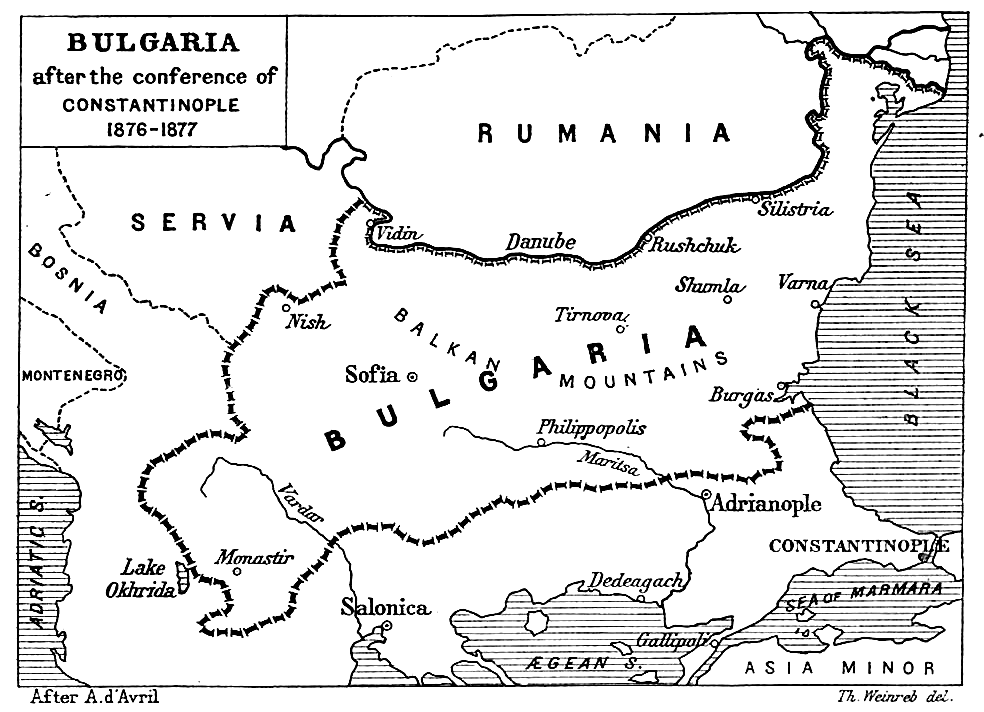
Bułgaria, zgodnie z postanowieniami Konferencji Konstantynopolitańskiej.

Konferencja Konstantynopolitańska wielkich mocarstw (Wielkiej Brytanii, Rosji, Francji, Niemiec, Austro-Węgier i Włoch) odbyła się w Stambule (wtedy Konstantynopolu) w dniach 23 grudnia 1876–20 stycznia 1877. W następstwie buntu Hercegowiny, który rozpoczął się w 1875, oraz powstania bułgarskiego w kwietniu 1876, mocarstwa zatwierdziły wspólnie projekt reform politycznych zarówno w Bośni, jak i na terytorium Imperium Osmańskiego, w obrębie którego żyła większość Bułgarów.
Odrzucając decyzje wielkich mocarstw, Turcja została pozbawiona politycznego i wojskowego wsparcia ze strony Zachodu w XI wojnie rosyjsko-tureckiej w latach 1877–1878, w odróżnieniu od poprzedniej wojny krymskiej.